# Parada de tranvías de Woodside

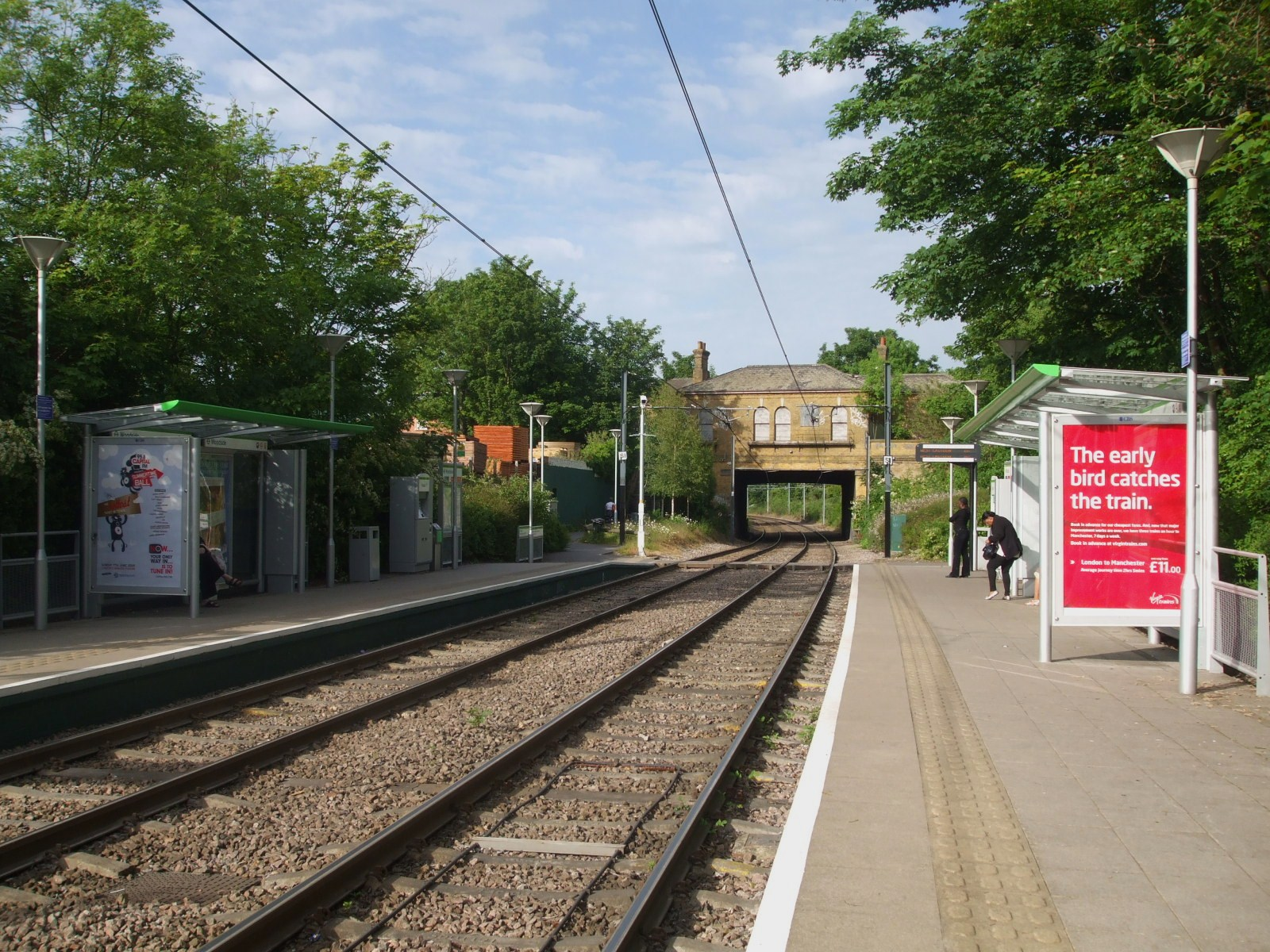
Parada de tranvía de Woodside mirando al norte. Este es el antiguo emplazamiento de la estación Woodside de la línea principal, cuyo edificio de la estación en desuso, pero intacto, se puede ver más adelante.

Para la estación de ferrocarriles del mismo nombre, véase Estación de trenes de Woodside.
Woodside es una parada de tranvías ubicada entre Woodside Green y Ashburton Park en el borough de Croydon en los suburbios del sur de Londres. La parada está localizada en el sitio de la antigua Estación de trenes de Woodside, perteneciente a la Woodside and South Croydon Railway; el edificio de la antigua estación aún existe, a pesar de que no es usado por Tramlink.
La parada de tranvías posee una plataforma en cada lado de la vía con acceso a ambas plataformas mediante escaleras en el lado norte del edificio de la estación y a través de rampas en el lado sur.
La parada de tranvías pertenece a las siguientes rutas de Tramlink:
- 1 (Central Croydon - Elmers End)
- 2 (Central Croydon - Beckenham Junction)

Existe una parada de autobuses adyacente a la estación, la cual recibe las siguientes rutas:
- 130 (Norwood Junction - New Addington)
- 312 (Norwood Junction - South Croydon)